# امیرحسین زارع
امیرحسین زارع (زادهٔ ۲۷ دی ۱۳۷۹ در آمل) کشتی‌گیر اهل ایران در دستهٔ فوق سنگین‌وزن کشتی آزاد است. او برندهٔ مدال نقره المپیک ۲۰۲۴ پاریس (با شکست ناجوانمردانه در مصاف با گنو پتریاشویلی گرجستانی) و مدال برنز المپیک ۲۰۲۰ توکیو، قهرمان دو دورهٔ مسابقات قهرمانی کشتی جهان در سال‌های ۲۰۲۱ و ۲۰۲۳ است. زارع با قهرمانی جهان در اسلو ۲۰۲۱ پس از ۳۲ سال توانست مدال طلا را در دستهٔ فوق سنگین کشتی آزاد برای ایران کسب کند که علیرضا سلیمانی اولین بار در مارتینی ۱۹۸۹ این مدال را کسب کرده بود.

## آغاز زندگی ورزشی
امیرحسین زارع از دوران دبستان ورزش باستانی را شروع کرد سپس در دوران راهنمایی وارد رشته کشتی شد. وی در دوران دبستان به همراه پدر و عموی خود به سالن ورزش باستانی می‌رفت. زارع از سال ۲۰۱۸ پس از کسب رتبه نخست مسابقات استانی و کشوری، توانست در مسابقات انتخابی تیم ملی شرکت کند و با قهرمانی در این رقابت‌ها، مجوز حضور در مسابقات آسیایی تاشکند را بدست آورد. در اردیبهشت ۱۳۹۷ و در جریان رقابت‌های آسیایی تاشکند ۲۰۱۸، موفق به کسب سهمیه المپیک جوانان آرژانتین شد.

## حرفه‌ای

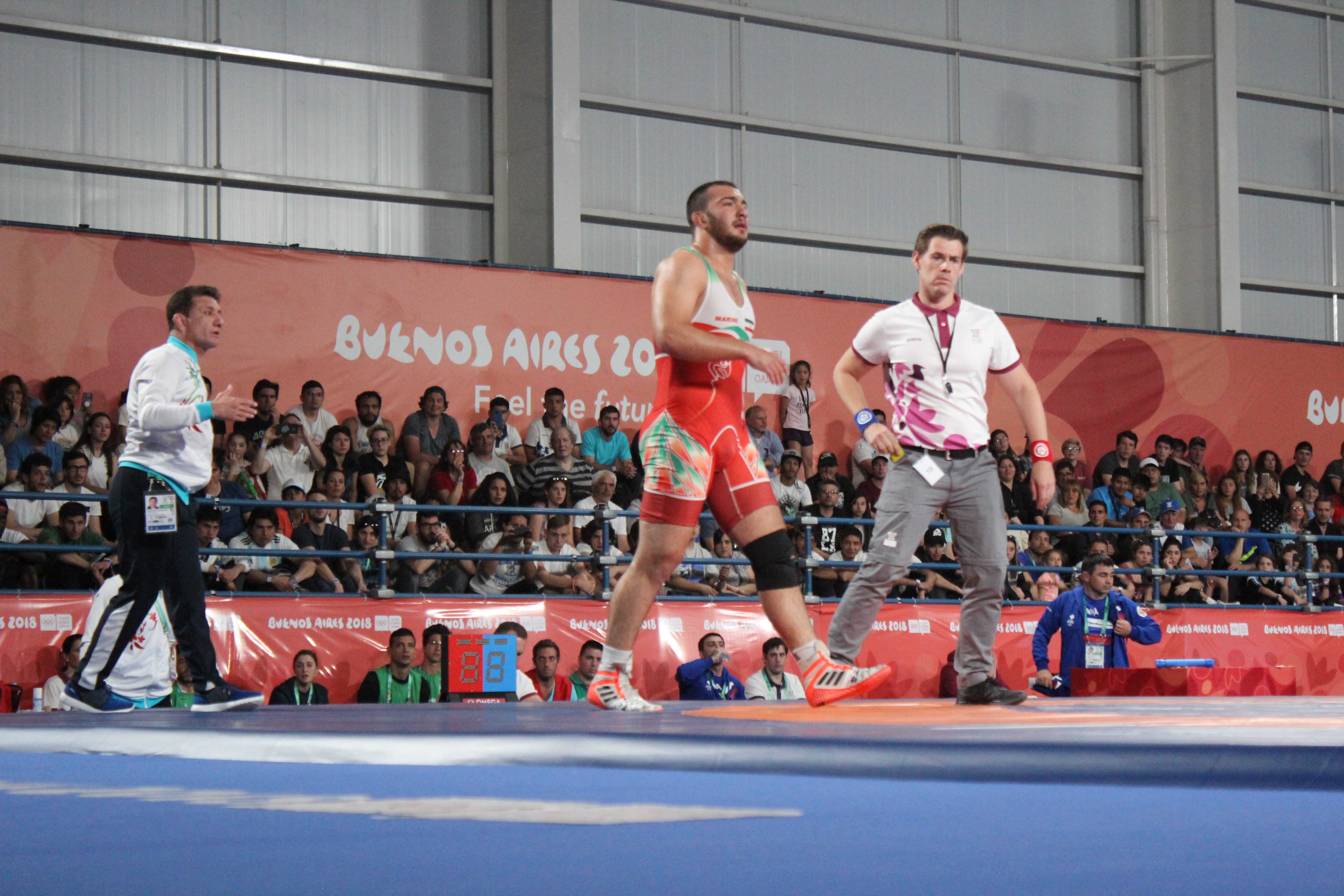
امیر حسین زارع در بازی‌های المپیک تابستانی جوانان ۲۰۱۸

### قهرمانی زیر ۲۳ سال جهان ۲۰۱۹
در وزن ۱۲۵ کیلوگرم امیرحسین زارع پس از استراحت در دور نخست در دور دوم مقابل سامهان جبرائیلوف از مولداوی با نتیجه ۱۱ بر صفر پیروز شد. وی در دور بعد و در مرحله یک چهارم نهایی مسابقات با نتیجه ۱۷ بر ۷ یوسوپ باتیرمیرزایف از قزاقستان را از پیش رو برداشت و راهی مرحله نیمه نهایی شد. امیر حسین زارع در این مرحله با نتیجه ۱۱ بر صفر زوریکو اورتاشویلی از گرجستان را مغلوب خود کرد و به دیدار نهایی رقابت‌های قهرمانی جهان سال ۲۰۱۹ راه یافت. وی در این دیدار با نتیجه ۱۰ بر صفر ویتالی گولوئف روس را شکست داد و به مدال طلای این دسته از رقابت‌های قهرمانی زیر ۲۳ سال جهان دست یافت.

### المپیک ۲۰۲۰ توکیو
امیرحسین زارع کشتی‌گیر آزاد کار تیم ملی کشتی ایران در دور اول رقابت‌های نفس گیر المپیک ۲۰۲۰ توکیو به مصاف اولکساندر خوتسیانیفسکی کشتی‌گیر آزاد کار تیم ملی اوکراین رفت و او را با نتیجه ۷ بر صفر شکست داد و سپس در دور دوم مسابقات به دیدار اگزون شهلا از کوزوو رفت و او را با نتیجه ۱۳ بر ۲ از پیش رو برداشت. امیرحسین زارع در دیدار نیمه نهایی وزن ۱۲۵ کیلوگرم کشتی آزاد رقابت‌های المپیک به مصاف گنو پتریاشویلی از گرجستان که دارنده مدال برنز المپیک ۲۰۱۶ ریو و ۳ مدال طلای قهرمانی جهان در سه سال پیاپی است رفت که با نتیجه ۶ بر ۳ شکست خورد و به دیدار رده‌بندی رسید. زارع در دیدار رده‌بندی بازی‌های المپیک توکیو به مصاف ژیوی دنگ از کشور چین رفت که در این دیدار با نتیجه ۵ بر صفر بر حریف خود پیروز شد و به مدال ارزشمند برنز المپیک ۲۰۲۰ توکیو رسید.

### قهرمانی جهان ۲۰۲۱
امیرحسین زارع در مسابقات قهرمانی کشتی جهان ۲۰۲۱ در وزن ۱۲۵ کیلوگرم حضور داشت. او پس از استراحت در دور اول در دور دوم دزیانیس خرامیانکو از بلاروس را ۶ بر صفر شکست داد، در دور سوم نیک گویازدوفسکی از آمریکا را در تایم اول ۱۰ بر صفر شکست داد و به نیمه نهایی رسید، در نیمه نهایی حریف او طاها آکگل قهرمان المپیک و جهان از ترکیه بود و با یک کشتی حساب شده موفق شد او را ۴ بر صفر شکست دهد و به فینال برسد، در فینال حریف او گنو پتریاشویلی قهرمان سه دوره قبلی جهان و نایب قهرمان المپیک ۲۰۲۰ توکیو بود و موفق شد او را با نتیجه ۹ بر ۲ مقتدرانه شکست بدهد و ضمن گرفتن انتقام شکست در نیمه نهایی المپیک توکیو برای اولین بار و پس از ۳۲ سال برای ایران مدال طلای سنگین‌وزن جهان را کسب کند.

### قهرمانی جهان ۲۰۲۲
در وزن ۱۲۵ کیلوگرم امیرحسین زارع دارنده طلای جهان و برنز المپیک پس از استراحت در دور نخست در دور دوم با نتیجه ۳ بر صفر مقابل ژیوی دنگ دارنده از چین پیروز شد. وی در دور سوم و در مرحله یک چهارم نهایی با نتیجه ۱۰ بر صفر اولکساندر خوتسیانیفسکی دارنده مدال برنز جهان از اوکراین را مغلوب کرد و به مرحله نیمه نهایی راه یافت. زارع در این مرحله به مصاف طاها آکگل دارنده ۸ مدال جهان و المپیک از ترکیه با نتیجه ۴ بر ۲ شکست خورد و از راهیابی به فینال بازماند و به مرحله رده‌بندی رفت. آمارور دسی کانادایی حریف زارع در رده‌بندی بود که زارع در یک کشتی حساب شده حریف خود را ۸ بر صفر شکست داد و به مدال برنز رسید.
زارع همچنین در سال ۲۰۲۳ با دریافت مدال طلا در وزن ۱۲۵ کیلوگرم قهرمان و صاحب دو مدال طلا و یک برنز جهان، یک برنز المپیک و یک طلای زیر ۲۳ سال به همراه یک نقرهٔ نوجوانان جهان شد.

### بازی‌های آسیایی ۲۰۲۲
در وزن ۱۲۵ کیلوگرم امیرحسین زارع در دور اول با نتیجه ۱۰ بر صفر زمان انور از پاکستان را مغلوب کرد. وی در دور دوم با نتیجه ۱۰ بر صفر بوهیردون از چین را شکست داد و به مرحله نیمه نهایی راه یافت. وی در این مرحله با نتیجه ۱۱ بر صفر یوسوپ باتیرمیرزایف از قزاقستان را از پیش رو برداشت و به دیدار فینال راه یافت. زارع در این دیدار با مونختورین لخاگواگرل از مغولستان پیکار کرد که این دیدار با نتیجه ۷ بر صفر به سود زارع به پایان رسید و او توانست سومین مدال طلای کشتی آزاد را به نام خود ثبت کند.

### قهرمانی جهان ۲۰۲۳
در وزن ۱۲۵ کیلوگرم امیرحسین زارع پس از استراحت در دور نخست در دور دوم با نتیجه ۷ بر ۲ دزیانیس خرامیانکو دارنده نقره و برنز امیدهای جهان از بلاروس را از پیش رو برداشت. وی در دور سوم مقابل جونووان اسمیت از پورتوریکو با نتیجه ۱۰ بر صفر به پیروزی رسید و به مرحله یک چهارم نهایی راه یافت. وی در این مرحله با نتیجه ۱۱ بر ۴ دنیل لیگتی از مجارستان را مغلوب کرد و به مرحله نیمه نهایی راه یافت. زارع در این مرحله همچون سال گذشته به مصاف طاها آکگل قهرمان المپیک و جهان از ترکیه رفت و با یک کشتی حساب شده توانست با نتیجه ۴ بر صفر حریف نامدار خود را شکست دهد و ضمن انتقام شکست سال گذشته به فینال راه یابد. زارع در فینال با دوبنده قرمز برابر گنو پتریاشویلی قهرمان کهنه‌کار اهل گرجستان قرار گرفت. پتریاشویلی در ابتدای مسابقه به دنبال کنترل زارع جوان بود اما در این کار ناموفق عمل کرد و در نهایت اخطار ۳۰ ثانیه گرفت. زارع پیش از پایان تایم اخطار پای قهرمان گرجی را از تشک بیرون برد و امتیازات خود را به عدد ۲ رساند. سه دقیقه نخست دیدار پادشاه کشتی ایران با دارنده مدال نقره المپیک ۲۰۱۶ ریو با نتیجه سه بر صفر به سود زارع به پایان رسید. دارنده مدال نقره و برنز المپیک هر چند در سه دقیقه دوم تلاش زیادی برای جبران نتیجه داشت اما قهرمان کشتی جهان اجازه اجرای فن را به این قهرمان کهنه‌کار گرجستانی نداد و با حملات پی درپی موفق به شکست یکی از نام‌آوران کشتی جهان شد. گنو پتریاشویلی که در دیدار نهایی وزن ۱۲۵ کیلوگرم برابر زارع حرفی برای گفتن نداشت در نهایت با نتیجه ۱۱ بر صفر و امتیاز عالی در این مبارزه شکست خورد.

### قهرمانی آسیا ۲۰۲۴
در وزن ۱۲۵ کیلوگرم امیرحسین زارع پس از استراحت در دور نخست، در دور دوم با نتیجه ۱۰ بر صفر کومار آنیروده از هند را مغلوب کرد و به مرحله نیمه نهایی راه یافت. وی در این مرحله مقابل شمیل شریپوف از بحرین با نتیجه ۵ بر صفر به برتری دست یافت و راهی دیدار فینال شد. زارع در این دیدار مقابل آیال لازارف از قرقیزستان با نتیجه ۱۱ بر صفر به پیروزی رسید و به مدال طلا دست یافت.

### المپیک ۲۰۲۴ پاریس
امیرحسین زارع ملی پوش وزن ۱۲۵ کیلوگرم در مرحله یک‌هشتم نهایی در اولین مسابقه خود در بازی‌های المپیک تابستانی ۲۰۲۴ در گرند پله افمر پاریس مقابل آیال لازارف قرار گرفت و با نتیجه ۵ بر صفر حریف قرقیزستانی خود را شکست داد. وی در دور بعد با نتیجه ۱۰ بر صفر در مقابل آمارور دسی از کانادا به پیروزی رسید و گام به مرحله نیمه‌نهایی گذاشت.زارع در سومین مبارزه خود و در مرحله نیمه نهایی مقابل طاها آکگل دارنده مدال‌های طلای قهرمانی جهان و المپیک از ترکیه به روی تشک رفت و در پایان در یک مبارزه نفس‌گیر با نتیجه ۲ بر یک به برتری رسید و راهی فینال شد تا دومین فینالیست کشتی آزاد ایران در رقابت‌های المپیک ۲۰۲۴ باشد.امیرحسین زارع در مسابقه فینال در مقابل حریف سنتی خود یعنی گنو پتریاشویلی گرجستانی قرار گرفت. زارع وقت نخست این مبارزه را با نتیجه عجیب و دور از انتظار ۱۰ بر یک به پتریاشویلی واگذار کرد. در وقت دوم مسابقه پتریاشویلی در حالیکه از نظر بدنی تحلیل رفته بود سعی داشت به بهانه مصدومیت استراحت پزشکی بگیرد، که این حرکت را تا لحظات پایانی مسابقه چهار بار تکرار کرد. زارع در تایم دوم موفق به کسب ۸ امتیاز از پتریاشویلی شد اما در نهایت با نتیجه نزدیک ۱۰ بر ۹ شکست خورد و در انتها به مدال نقره المپیک ۲۰۲۴ رسید.بعد از کشتی پرحاشیه پتریاشویلی و امیرحسین زارع در فینال وزن ۱۲۵ کیلوگرم کشتی آزاد المپیک ۲۰۲۴ که منجر به از دست رفتن مدال طلای سنگین‌وزن کشتی آزاد المپیک برای کاروان ایران شد، بار دیگر تعداد زیادی از شهروندان ایران به صفحه اینستاگرام پتریاشویلی هجوم بردند و ظرف کمتر از ۲۴ ساعت، نزدیک به ۲۰۰ هزار کامنت انتقادی و توهین‌آمیز علیه او به انتشار رسید. 

## افتخارات

### انفرادی

#### المپیک
- المپیک تابستانی توکیو ۲۰۲۰ – ۱۲۵ ک‌گ
- المپیک تابستانی پاریس ۲۰۲۴ – ۱۲۵ ک‌گ

#### قهرمانی جهان
- قهرمانی کشتی جهان اسلو ۲۰۲۱ – ۱۲۵ ک‌گ
- قهرمانی کشتی جهان بلگراد ۲۰۲۲ – ۱۲۵ ک‌گ
- قهرمانی کشتی جهان بلگراد ۲۰۲۳ – ۱۲۵ ک‌گ

#### بازی‌های آسیایی
- بازی‌های آسیایی هانگژو ۲۰۲۲ - ۱۲۵ ک‌گ

#### قهرمانی آسیا
- قهرمانی کشتی آسیا بیشکک ۲۰۲۴ – ۱۲۵ ک‌گ

#### سایر
- قهرمانی کشتی نوجوانان آسیا تاشکند ۲۰۱۸ – ۱۱۰ ک‌گ
- قهرمانی کشتی جوانان جهان بیروت ۲۰۱۹ – ۱۲۵ ک‌گ
- قهرمانی کشتی نوجوانان جهان زاگرب ۲۰۱۸ – ۱۱۰ ک‌گ
- قهرمانی کشتی جوانان جهان تالین ۲۰۱۹ – ۱۲۵ ک‌گ
- قهرمانی زیر ۲۳ سال جهان بوداپست ۲۰۱۹ – ۱۲۵ ک‌گ
- المپیک جوانان بوئنوس آیرس ۲۰۱۸ 
 – ۱۱۰ ک‌گ
- جام آلانز ۲۰۱۹ – ۱۲۵ ک‌گ
- جام ویاچسلاو زیلکوفسکی ۲۰۲۰ – ۱۲۵ ک‌گ
- جام متئو پلیکونه ۲۰۲۰ – ۱۲۵ ک‌گ
- جام بولات تورلیخانوف ۲۰۲۲ – ۱۲۵ ک‌گ

### فردی
- رتبه اول محبوب‌ترین کشتی‌گیر اتحادیه جهانی کشتی ۲۰۲۴
- رتبه دوم بهترین ورزشکار مرد سال ۱۴۰۲ (ایران اینترنشنال)
- نامزد بهترین آزادکار جهان در سال ۲۰۲۳ (اتحادیه جهانی کشتی)
- رتبه اول عملکرد مقتدرانه در میان کشتی‌گیران جهان در سال ۲۰۲۳ (اتحادیه جهانی کشتی)
- رتبه اول بهترین عملکرد در میان کشتی‌گیران جهان در سال ۲۰۲۱ (اتحادیه جهانی کشتی)
- پدیده کشتی آزاد ایران در سال ۱۳۹۸ (ورزش سه)